# Sthenocranion
Sthenocranion is een geslacht van kevers uit de familie van de loopkevers (Carabidae). De wetenschappelijke naam van het geslacht is voor het eerst geldig gepubliceerd in 1899 door Tschitscherine.

## Soorten
Het geslacht Sthenocranion is monotypisch en omvat slechts de volgende soort:
- Sthenocranion severini (Tschitscherine, 1896)